# 2023년 포뮬러 원 시즌
2023 FIA F1 월드 챔피언십(2023 FIA FORMULA ONE WORLD CHAMPIONSHIP™)은 FIA가 매년 주최하는 포뮬러 원(F1) 경주 대회이다.
이번 시즌은 3월에 2023년 바레인 그랑프리를 시작으로 11월에 2023년 아부다비 그랑프리까지의 일정이 예정되어 있다.

## 엔트리
2023년 포뮬러 원 월드 챔피언십에 참가하는 팀과 드라이버는 다음과 같다. 각 팀에서는 최소 두 명 이상의 드라이버가 참가해야 하고, 각 드라이버는 각각 지정된 차량을 가져야 한다.
| 참가팀                              | 컨스트럭터              | 차체   | 엔진       | 드라이버   | 드라이버                                        | 드라이버                     |
| 참가팀                              | 컨스트럭터              | 차체   | 엔진       | 번호       | 이름                                            | 참가 라운드                  |
| ----------------------------------- | ----------------------- | ------ | ---------- | ---------- | ----------------------------------------------- | ---------------------------- |
| 알파 로메오 F1 팀 스테이크          | 알파 로메오-페라리      | C43    | 페라리     | 24 77      | 저우관위 발테리 보타스                          | 1–23                         |
| 스쿠데리아 알파타우리               | 알파타우리-혼다 RBPT    | AT04   | 혼다 RBPT  | 21 22 3 40 | 닉 디브리스 츠노다 유키 다니엘 리카도 리암 로슨 | 1–11 1–23 12–14, 19-23 15–18 |
| BWT 알핀 F1 팀                      | 알핀-르노               | A523   | 르노       | 10 31      | 피에르 가슬리 에스테반 오콘                     | 1–23                         |
| 애스턴 마틴 아람코 코그니전트 F1 팀 | 애스턴 마틴-메르세데스  | AMR23  | 메르세데스 | 14 18      | 페르난도 알론소 랜스 스트롤                     | 1–23                         |
| 스쿠데리아 페라리                   | 페라리                  | SF-23  | 페라리     | 16 55      | 샤를 르클레르 카를로스 사인츠                   | 1–23                         |
| 머니그램 하스 F1 팀                 | 하스-페라리             | VF-23  | 페라리     | 20 47      | 케빈 마그누센 니코 휠켄베르크                   | 1–23                         |
| 맥라렌 F1 팀                        | 맥라렌-메르세데스       | MCL37  | 메르세데스 | 4 81       | 랜도 노리스 오스카 피아스트리                   | 1–23                         |
| 메르세데스-AMG 페트로나스 F1 팀     | 메르세데스              | F1 W14 | 메르세데스 | 44 63      | 루이스 해밀턴 조지 러셀                         | 1–23                         |
| 오라클 레드 불 레이싱               | 레드불 레이싱-혼다 RBPT | RB19   | 혼다 RBPT  | 1 11       | 막스 페르스타펀 세르히오 페레즈                 | 1–23                         |
| 윌리엄스 레이싱                     | 윌리엄스-메르세데스     | FW45   | 메르세데스 | 2 23       | 로건 사전트 알렉산더 알본                       | 1–23                         |
| 출처:                               |                         |        |            |            |                                                 |                              |

### 팀 변동
혼다는 이번 시즌에 다시 레드불과 알파타우리의 엔진 공급사로 복귀하며, 두 팀의 엔진은 혼다 RBPT로 불린다. 레드불 파워트레인스는 이번 시즌부터 엔진 조립과 유지, 보수를 맡을 계획이었지만, 혼다와 2025년 말까지 레드불과 알파 타우리의 기술 지원을 계속하기로 합의했다.

### 선수 변동 사항
제바스티안 페텔은 2022년 시즌을 끝으로 은퇴를 하며 15년간의 F1 선수 생활을 마무리 했다. 애스턴 마틴은 그의 대체자로 알핀에서 2시즌을 보낸 페르난도 알론소를 영입했다. 한편 알론소와의 재계약에 실패한 알핀은 급하게 포뮬러 2 챔피언이자 테스트 드라이버였던 오스카 피아스트리를 엔트리에 올려 2023 시즌 라인업을 발표했다. 이에 맥라렌의 콜업 통보를 기다리고 있던 피아스트리 측은 곧바로 본인은 2023 시즌 계약을 하지 않을 것이며 알핀에서 뛰지 않을 것이라 반박했다. 알핀의 전신이었던 르노와의 계약과 2022년 알핀의 동의로 피아스트리를 테스트 드라이버로서 공유하는 맥라렌과의 계약에 대해 양 팀의 법률적 대립으로 결국 이 문제는 FIA 산하의 계약 승인 위원회(CRB)로 넘어갔다. 이 문제에 대해 CRB는 만장일치의 의견으로 "위원회에서 인정하는 계약은 오직 2022년 7월 4일에 피아스트리와 맥라렌이 맺은 계약이며, 피아스트리는 2023, 2024 시즌에 맥라렌 소속으로 등록될 수 있다."라는 결정을 내렸고 이에 맥라렌 측도 CRB의 결정을 수용한다고 밝혔다.그로부터 한달 뒤, 알핀은 알론소의 자리를 알파타우리에서 뛰던 피에르 가슬리로 대체 하였고, 가슬리의 자리는 2020-21 시즌 포뮬러 E와 2019 시즌 포뮬러 2를 우승했던 닉 데브리스로 대체되었다.
다니엘 리카도는 맥라렌과 2023 시즌까지 계약이 남아 있었지만 상호 합의로 계약을 해지하며 2시즌 만에 팀을 떠나게 되었다. 리카도의 자리는 결국 피아스트리로 채워졌다.
니콜라스 라티피는 윌리엄스에서 3시즌을 보낸 뒤에 팀을 떠났다. 이 자리는 포뮬러 2를 졸업한 로건 사전트로 채워졌다. 로건 사전트는 2015년에 마루시아에서 활동했던 알렉산더 로시 이후로 8년만에 미국 국적의 F1 드라이버가 되었다.
믹 슈마허는 하스에서 2시즌을 보내고 이후에 메르세데스의 테스트 드라이버로 들어갔다. 슈마허의 자리는 2019 시즌에 르노 소속으로 참가했던 니코 휠켄베르크로 채워졌다.

### 시즌 중반 변동 사항
루키 시즌인 스쿠데리아 알파타우리의 닉 데브리스는 11라운드인 영국 그랑프리까지 최하위의 성적을 기록했다. 알파타우리의 순위 또한 최하위를 기록함에 따라 그의 시트를 내리고 대신 헝가리 그랑프리부터 다니엘 리카도로 대체하였다. 다니엘 리카도는 2012, 2013 시즌에 알파타우리의 전신인 토로 로소의 소속으로 그랑프리에 참가했었다.

## 경기 일정
2023년 포뮬러 원 시즌은 23개의 그랑프리로 구성되었다. 이중에서 아제르바이잔, 오스트리아, 벨기에, 카타르, 미국, 상파울루 그랑프리는 스프린트 형식으로 운영한다.
| 라운드 | 그랑프리                | 서킷                                          | 날짜      |
| ------ | ----------------------- | --------------------------------------------- | --------- |
| 1      | 바레인 그랑프리         | 바레인 인터내셔널 서킷, 사키르                | 3월 5일   |
| 2      | 사우디아라비아 그랑프리 | 지다 코니쉬 서킷, 지다                        | 3월 19일  |
| 3      | 오스트레일리아 그랑프리 | 알버트 파크 서킷, 멜버른                      | 4월 2일   |
| 4      | 아제르바이잔 그랑프리   | 바쿠 시티 서킷, 바쿠                          | 4월 30일  |
| 5      | 마이애미 그랑프리       | 마이애미 인터내셔널 오토드롬, 마이애미 가든스 | 5월 7일   |
| 6      | 에밀리아로마냐 그랑프리 | 이몰라 서킷, 이몰라                           | 취소      |
| 7      | 모나코 그랑프리         | 모나코 서킷, 모나코                           | 5월 28일  |
| 8      | 스페인 그랑프리         | 바르셀로나 카탈루냐 서킷, 문멜로              | 6월 4일   |
| 9      | 캐나다 그랑프리         | 질 빌르너브 서킷, 몬트리올                    | 6월 18일  |
| 10     | 오스트리아 그랑프리     | 레드불 링, 슈필베르크                         | 7월 2일   |
| 11     | 영국 그랑프리           | 실버스톤 서킷, 실버스톤                       | 7월 9일   |
| 12     | 헝가리 그랑프리         | 헝가로링, 모조로드                            | 7월 23일  |
| 13     | 벨기에 그랑프리         | 스파프랑코르샹 서킷, 스타벨로                 | 7월 30일  |
| 14     | 네덜란드 그랑프리       | 잔드보르트 서킷, 잔드보르트                   | 8월 27일  |
| 15     | 이탈리아 그랑프리       | 몬차 서킷, 몬차                               | 9월 3일   |
| 16     | 싱가포르 그랑프리       | 마리나 베이 시가지 서킷, 마리나베이           | 9월 17일  |
| 17     | 일본 그랑프리           | 스즈카 서킷, 스즈카                           | 9월 28일  |
| 18     | 카타르 그랑프리         | 로사일 인터내셔널 서킷, 루사일                | 10월 8일  |
| 19     | 미국 그랑프리           | 서킷 오브 더 아메리카, 오스틴                 | 10월 22일 |
| 20     | 멕시코 그랑프리         | 에스마노스 로드리게스 서킷, 멕시코 시티       | 10월 29일 |
| 21     | 브라질 그랑프리         | 인터라고스 서킷, 상파울루                     | 11월 5일  |
| 22     | 라스베이거스 그랑프리   | 라스베이거스 시가지 서킷, 패러다이스          | 11월 18일 |
| 23     | 아부다비 그랑프리       | 야스 마리나 서킷, 아부다비                    | 11월 26일 |
| 출처:  |                         |                                               |           |

### 일정 변동 사항
- 카타르 그랑프리는 2021년에 마지막으로 개최된 후 다시 시즌 일정에 포함되었다. 처음에는 사우디아라비아 그랑프리와 마찬가지로 새로운 전용 서킷으로 이동할 계획이었지만 두 그랑프리 모두 각각 루사일 및 지다에서 그대로 개최한다.[22][23]

- 라스베이거스 그랑프리는 11월에 라스베이거스 도심을 가로지르는 새로운 시가지 트랙에서 데뷔할 예정이다. 라스베이거스에서 열린 마지막 그랑프리는 1982년 시저스 팰리스 그랑프리였으며, 1982년 이후 처음으로 같은 시즌에 3개의 그랑프리가 미국에서 열린다.[24]

- 러시아 그랑프리는 2023년에 개최하기로 계약되었다. 원래는 소치 오토드롬에서 노보질로보에 있는 상트페테르부르크 근처의 이고라 드라이브로 장소를 바꾸려고 했다.[25] 그러나 러시아 그랑프리는 2022년 러시아의 우크라이나 침공으로 인해 계약이 종료되었다.[26]

- 중국 그랑프리는 당초 2019년에 마지막으로 개최된 이후 올 시즌에는 일정에 포함될 예정이었으나, 코로나19 범유행으로 인한 계속되는 어려움으로 인해 4년 연속 취소되었다. 이에 2020, 2021년도에 취소되었던 포르투갈 등이 대체 후보지로 올랐지만 논의 끝에 대체없이 23개의 그랑프리로 확정하였다.[27]

- 당초 2023 시즌 6번째 라운드로 5월 19일부터 21일까지 열릴 예정이었던 에밀리아로마냐 그랑프리는 5월 15일, 16일 이틀간 북부 에밀리아로마냐주에 내린 기록적인 폭우로 대홍수가 발생하면서 취소되었다.[28]

## 시즌 요약

### 프리 시즌
이번 시즌의 프리 시즌 테스트는 2023년 2월 23일부터 25일까지 바레인 사키르의 바레인 인터내셔널 서킷에서 진행되었다. 애스턴 마틴의 랜스 스트롤은 훈련 중 발생한 자전거 사고로 인한 손목 골절 부상으로 테스트에서 제외 되었으며, 리저브 드라이버인 펠리페 드루고비치로 대체되었다. 
1일차에는 레드불의 막스 페르스타펀이 오전과 오후 세션 모두에서 가장 빠른 랩 타임 기록을 유지했으며, 애스턴 마틴의 페르난도 알론소를 0.029초 차이로 앞서며 1위의 기록으로 첫날을 마쳤다. 대다수의 팀들이 두 세션에 걸쳐 적게는 40랩에서 많게는 85랩을 돌았지만 막스 페르스타펀은 하루종일 주행하며 첫날에만 157랩을 기록했다. 페라리의 카를로스 사인츠와 샤를 르클레르는 나란히 3, 4위를 기록하며 새 감독 체제에서 순조롭게 프리 시즌을 시작했다. 맥라렌의 랜도 노리스는 메르세데스의 루이스 해밀턴과 윌리엄스의 알렉산더 알본을 제치고 5위에 올랐다. 한편 올 시즌 F1에 데뷔한 윌리엄스의 로건 사전트, 알파타우리의 닉 데브리스, 맥라렌의 오스카 피아스트리는 각각 10위, 11위, 13위를 기록했다. 랜스 스트롤의 대체자로 참가한 펠리페 드루고비치는 4번 턴에서 갑작스런 전기계통 이상으로 트랙을 이탈하며 14위에 그쳤다.
2일차에는 알파 로메오의 저우관위가 1위에 올랐다. 본인의 세션 종료 10분을 남겨놓고 피트 레인 끝에서 1단 기어가 들어가지 않는 문제로 약간 일찍 끝났지만 2위인 막스 페르스타펀에 0.040초 차이로 앞섰다. 메르세데스는 오후에 조지 러셀(13위)이 유압 장치 고장으로 정지하면서 26랩을 기록했고 루이스 해밀턴(15위)은 72랩을 기록했으나 오전에 약간의 바닥 손상으로 인한 수리로 주행이 지연되며 어려움을 겪었다. 페르난도 알론소는 150랩 이상을 돌며 닉 데브리스와 하스의 니코 휠켄베르크를 제치고 3위를 기록했다. 페라리의 카를로스 사인츠는 70랩를 돌며 순위표에서 6위를 차지했고 팀 동료인 샤를 르클레르가 68랩을 기록하며 8위를 차지했다. 7위를 기록한 로건 사전트는 종료 15분 전에 전기계통 문제로 피트인했으나 저우관위와 알론소와 같이 하루 내내 150랩 이상을 달렸다. 맥라렌의 오스카 피아스트리는 팀 동료인 랜도 노리스(16위)와 함께 순조로운 오전 주행으로 9위를 기록했다.
3일차에는 세르히오 페레즈가 이번 프리 시즌 중 가장 빠른 1:30.305의 랩 타임을 기록하며 1위를 차지했다. 이 기록은 지난 시즌 바레인 그랑프리에서 샤를 르클레르가 따냈던 폴 포지션 기록보다도 더 빨랐다. 페레즈는 오전 주행 중에 센서 스트립이 분리되어 트랙에 떨어지며 한때 레드 플래그가 발동되었으나 큰 문제없이 130랩 이상을 주행했다. 루이스 해밀턴은 W14 엔진의 개선 조짐에 힘입어 C5 타이어로 오후 세션에서 2위를 기록했다. 해밀턴의 전 팀 동료였던 발테리 보타스는 131랩을 주행하며 전날 저우관위가 기록한 랩타임보다 더 빠른 기록으로 3위를 기록했다. 페라리는 샤를 르클레르와 카를로스 사인츠가 각각 4위와 5위를 기록하며 양 선수가 모두 프리시즌 기간 내내 좋은 기록을 보여주며 이번 시즌에 대한 기대감을 높였다. 뒤이어 츠노다 유키는 알파 타우리의 프리 시즌 기록 중 가장 빠른 랩타임을 기록하며 6위를 차지했다. 하스의 케빈 마그누센은 7위를, 팀 동료인 니코 휠켄베르크는 15위를 기록했다. 펠리페 드루고비치는 오전에 트랙에서 이탈하며 정지하기도 했으나 10위를 기록했고 페르난도 알론소는 9위를 기록했으나 머신 뒷부분 서스펜션 주변에 문제가 발생해 개막전을 앞두고 수리가 필요했다. 맥라렌 또한 휠브로우 탈락 문제가 있지만 사소한 문제라고 밝혔다. 이날 저녁에 랜도 노리스는 11위를 기록했고, 오스카 피아스트리는 오전에 9번턴에서 회전하는 등 프리 시즌 마지막날을 16위로 마무리했다.

## 결과 및 순위
2023년 포뮬러 원 시즌에는 총 23개의 그랑프리가 있다.
| 라운드 | 그랑프리                | 폴 포지션                   | 최고 랩 타임                | 우승 드라이버               | 우승 컨스트럭터             | 상세내용 |
| ------ | ----------------------- | --------------------------- | --------------------------- | --------------------------- | --------------------------- | -------- |
| 1      | 바레인 그랑프리         | 막스 페르스타펀             | 저우관위                    | 막스 페르스타펀             | 레드불 레이싱               | 내용     |
| 2      | 사우디아라비아 그랑프리 | 세르히오 페레즈             | 막스 페르스타펀             | 세르히오 페레즈             | 레드불 레이싱               | 내용     |
| 3      | 오스트레일리아 그랑프리 | 막스 페르스타펀             | 세르히오 페레즈             | 막스 페르스타펀             | 레드불 레이싱               | 내용     |
| 4      | 아제르바이잔 그랑프리   | 샤를 르클레르               | 조지 러셀                   | 세르히오 페레즈             | 레드불 레이싱               | 내용     |
| 5      | 마이애미 그랑프리       | 세르히오 페레즈             | 막스 페르스타펀             | 막스 페르스타펀             | 레드불 레이싱               | 내용     |
| 6      | 에밀리아로마냐 그랑프리 | 대홍수로 인한 그랑프리 취소 | 대홍수로 인한 그랑프리 취소 | 대홍수로 인한 그랑프리 취소 | 대홍수로 인한 그랑프리 취소 | 내용     |
| 7      | 모나코 그랑프리         | 막스 페르스타펀             | 루이스 해밀턴               | 막스 페르스타펀             | 레드불 레이싱               | 내용     |
| 8      | 스페인 그랑프리         | 막스 페르스타펀             | 막스 페르스타펀             | 막스 페르스타펀             | 레드불 레이싱               | 내용     |
| 9      | 캐나다 그랑프리         | 막스 페르스타펀             | 세르히오 페레즈             | 막스 페르스타펀             | 레드불 레이싱               | 내용     |
| 10     | 오스트리아 그랑프리     | 막스 페르스타펀             | 막스 페르스타펀             | 막스 페르스타펀             | 레드불 레이싱               | 내용     |
| 11     | 영국 그랑프리           | 막스 페르스타펀             | 막스 페르스타펀             | 막스 페르스타펀             | 레드불 레이싱               | 내용     |
| 12     | 헝가리 그랑프리         | 루이스 해밀턴               | 루이스 해밀턴               | 막스 페르스타펀             | 레드불 레이싱               | 내용     |
| 13     | 벨기에 그랑프리         | 샤를 르클레르               | 루이스 해밀턴               | 막스 페르스타펀             | 레드불 레이싱               | 내용     |
| 14     | 네덜란드 그랑프리       | 막스 페르스타펀             | 페르난도 알론소             | 막스 페르스타펀             | 레드불 레이싱               | 내용     |
| 15     | 이탈리아 그랑프리       | 카를로스 사인츠             | 오스카 피아스트리           | 막스 페르스타펀             | 레드불 레이싱               | 내용     |
| 16     | 싱가포르 그랑프리       | 카를로스 사인츠             | 루이스 해밀턴               | 카를로스 사인츠             | 스쿠데리아 페라리           | 내용     |
| 17     | 일본 그랑프리           | 막스 페르스타펀             | 막스 페르스타펀             | 막스 페르스타펀             | 레드불 레이싱               | 내용     |
| 18     | 카타르 그랑프리         | 막스 페르스타펀             | 막스 페르스타펀             | 막스 페르스타펀             | 레드불 레이싱               | 내용     |
| 19     | 미국 그랑프리           | 샤를 르클레르               | 츠노다 유키                 | 막스 페르스타펀             | 레드불 레이싱               | 내용     |
| 20     | 멕시코 그랑프리         | 샤를 르클레르               | 루이스 해밀턴               | 막스 페르스타펀             | 레드불 레이싱               | 내용     |
| 21     | 브라질 그랑프리         | 막스 페르스타펀             | 랜도 노리스                 | 막스 페르스타펀             | 레드불 레이싱               | 내용     |
| 22     | 라스베이거스 그랑프리   | 샤를 르클레르               | 오스카 피아스트리           | 막스 페르스타펀             | 레드불 레이싱               | 내용     |
| 23     | 아부다비 그랑프리       | 막스 페르스타펀             | 막스 페르스타펀             | 막스 페르스타펀             | 레드불 레이싱               | 내용     |
| 출처:  |                         |                             |                             |                             |                             |          |